# Municipio de Santa Cruz de Juventino Rosas
El municipio de Santa Cruz de Juventino Rosas es uno de los 46 municipios que conforman el estado de Guanajuato, en México. Su cabecera es la localidad de Juventino Rosas, la cual fue nombrada en honor al compositor y músico Juventino Rosas, nativo de la población y cuya obra más famosa es el vals Sobre las Olas.

## Localización y medio físico-biológico
Santa Cruz de Juventino Rosas, en el estado de Guanajuato, se encuentra ubicado en su porción centro-norte, en un valle al pie de la Sierra de Codornices, parte de la Sierra Central de Guanajuato, en sus estribaciones y propiamente en ella; mientras que, en su porción sur, se ubica en el Bajío. La superficie actual es de 415 kilómetros cuadrados, cifra que representa un 1.40 % de la superficie total de la entidad federativa. Colinda al norte, con los municipios de Salamanca, Allende y Comonfort; al este, con Comonfort y Celaya; al sur, con Celaya, Villagrán y Salamanca; y al oeste, con Salamanca. La cabecera municipal, se ubica en la parte centro-sur del municipio. 
La regionalización ecológica, en la porción sur, es zona templada; y, en la porción centro-norte, es zona árida. El uso del suelo, en el 80 % de la superficie es agrícola, de riego y temporal, en planicies; y, el restante 20 %, es de matorral, en sierra y altiplanicies. El clima es semicálido, semiseco y templado subhúmedo. La temperatura varía, de 16º a 18 °C. en lo templado subhúmedo, y de 18º a 20 °C. en lo semicálido y semiseco, que es la temperatura que predomina; la temperatura mínima es en enero, con 5,9 °C., la media en diciembre, con 15,2 °C. y la máxima en mayo, con 31,9 °C.; la temperatura media anual, es de 18,8 °C. 
Las coordenadas geográficas son, en el municipio: 100° 51´48” y 101° 07´48” de longitud oeste, 20° 33´54” y 20º 48´36” de latitud norte, con una altitud promedio sobre el nivel del mar de 1,878 metros; en tanto que, en la cabecera municipal las coordenadas son: 100° 59´43” de longitud oeste y 20º 38´32” de latitud norte, con una altitud promedio sobre el nivel del mar de 1,750 metros. (Investigación y texto de Víctor Manuel Garcia Flores).

## Geografía
La superficie total del territorio municipal de Santa Cruz de Juventino Rosas es de 428.24 kilómetros cuadrados, equivalentes al 1.40% de la superficie total del estado. Está limitado al norte con el municipio de San Miguel de Allende; al noreste con el municipio de Comonfort; al este con el municipio de Celaya; al sur con el municipio de Villagrán y al oeste con el municipio de Salamanca. Existen en el municipio un total de 158 localidades. 

## Demografía
De acuerdo a los resultados del Censo de Población y Vivienda realizado en 2010 por el Instituto Nacional de Estadística y Geografía; la población total del municipio es de 79 214 habitantes.
La densidad de población asciende a un total de 184.09 personas por kilómetro cuadrado.

### Localidades
En el censo de 2020 el municipio de Santa Cruz de Juventino Rosas contaba con 165 localidades.
| Código INEGI      | Localidad                | Población (2020) |
| ----------------- | ------------------------ | ---------------- |
| 110350001         | Juventino Rosas          | 43 998           |
| 110350075         | Santiago de Cuenda       | 7 052            |
| 110350047         | Pozos                    | 3 167            |
| 110350053         | Rincón de Centeno        | 2 586            |
| 110350035         | San Antonio de Morales   | 1 849            |
| 110350078         | Franco Tavera            | 1 426            |
| 110350050         | Los Dulces Nombres       | 1 309            |
| 110350009         | Cerrito de Gasca         | 1 250            |
| 110350037         | El Naranjillo            | 1 181            |
| 110350058         | San Antonio de Romerillo | 1 086            |
| Otras localidades | Otras localidades        | 17 436           |
| Total municipal   | Total municipal          | 82 340           |

## Infraestructura
El municipio está conectado por medio de 4 carreteras principales, las cuales son:
- Juventino Rosas–Celaya (esta llega al vecino municipio de Celaya y comunica la ciudad con comunidades como Tavera, Franco, Pozos, Romerillo, otras más y algunas empresas),
- Juventino Rosas–Villagrán (ésta llega a Villagrán y la autopista, que comunica al municipio con toda la región, además de pasar por la comunidad de Cuenda lleva a la plaza de toros Mireles y al Parque Acuático Villagasca),
- Juventino Rosas–Salamanca (esta carretera llega a la ciudad de Salamanca y comunica al municipio con muchas comunidades tales como La Trinidad, El Alto, La Purísima, San Julián, Valencia, Cerro Gordo y muchas más),
- Juventino Rosas–Guanajuato (ésta comunica al municipio con la ciudad de Guanajuato, San Miguel de Allende y León Guanajuato, también tiene una desviación hacia Salamanca al igual que las otras conduce a muchas comunidades como Agua Zarca, San Martín y otras más).

También hay carreteras secundarias y caminos como son el camino al Naranjillo, el camino a Los Dulces Nombres (también va a la presa de San Pedro), camino a las fuentes y otros.
Las avenidas más importantes de la ciudad son el Boulevard Lázaro Cárdenas, el Boulevard Manuel M. Moreno, la Avenida Guanajuato, el Libramiento Sur, Boulevard Niños Héroes y Avenida Progreso (salida a Celaya).
El municipio cuenta con 2 unidades deportivas, además de parques, un auditorio, restaurantes, hoteles, monumentos y más.
En la educación el municipio cuenta (según el Instituto de Información para el Desarrollo) en 2001 con 155 escuelas, de las cuales 59 de preescolar, 63 primarias, 22 secundarias, 7 bachilleratos, 2 bachilleratos técnicos (CBTis y Cecyte), 2 universidades (la Universidad Politécnica de Juventino Rosas y la Universidad del Sabes).
Además de que el municipio forma parte de la zona metropolitana Laja-Bajío o Zona Metropolitana de Celaya que cuenta con un aproximado de un millón de habitantes, los municipios que la conforman son: Celaya, Apaseo el Alto, Apaseo el Grande, Tarimoro, Comonfort, Juventino Rosas, Cortázar y Villagrán.